# 若林希
若林 希（わかばやし のぞみ、1988年11月4日 - ）は、日本のフリーアナウンサー。

## 人物
神奈川県横浜市出身。横浜市立南高校、フェリス女学院大学卒業。
2011年に三重テレビ放送に入社した。
1年目からニュースや夏の高校野球三重大会のダイジェスト番組を担当し、入局8年目の2018年から高校野球三重大会の実況を担当した。
2020年11月5日のMieライブで結婚したことを発表した。2021年3月17日のMieライブで3月26日の放送をもって同番組を卒業し、3月末で三重テレビを退社することを発表した。
趣味は草野球とテニス。

## 担当番組
現在
- インフォメーションコーナー（ZIP-FM）

過去
- Mieライブ（三重テレビ、2019年4月4日 - ）- 木・金曜担当。
- 三重テレビニュースウィズ（三重テレビ、2015年4月1日 - ）
- 夏の高校野球三重大会実況（三重テレビ、2018年 - ）
- とってもワクドキ!（三重テレビ、金曜日司会）- 番組終了のため